# Villa de' Rossi Passerin d'Entreves
Villa de' Rossi Passerin d'Entrèves (pron. fr. AFI: [pasørɛ̃ dɑ̃tʁɛv]) si trova a Pistoia nella frazione Felceti.

## Storia e descrizione
La villa risale ai primi del Settecento, con una semplice struttura cubica, con la facciata decorata da riquadri in stucco e due terrazzini in ferro battuto. Da un corpo più arretrato spunta poi un orologio e fumaioli in cotto. Davanti alla parte posteriore della villa si trova una limonaia e un edificio dove erano situati tutti i servizi, collegato alla villa da un sottopasso. 
Il giardino della villa è organizzato su tre livelli: un più basso era usato come campo da gioco per il tenez, antenato del tennis; il livello intermedio, collegato alla villa da una scala a doppia rampa in pietra, presenta un giardino all'italiana con aiuole geometriche delimitate da siepi di bosso in forma di cerchi e volute, cont vasi di azalee nei punti di incontro; il terzo livello è opccupato dalla villa, con un ampio spazio che forma una specie di terrazza delimitata dalla balaustra, ornata due statue (Flora e Diana) e due anfore di terracotta con piante fiorite: vi è riportata la data 1797.
Sul retro dell'edificio si estende un boschetto di alberi secolari che contiene anche un teatrino all'aperto.